# Thomas P. Hughes
Thomas Parke Hughes (* 13. September 1923 in Richmond, Virginia; † 3. Februar 2014 in Charlottesville) war ein US-amerikanischer Wissenschafts- und Technikhistoriker. Er war Professor für Geschichte an der University of Pennsylvania und hatte zeitweilig Gastprofessuren am MIT und an der Stanford University inne.

## Leben und Wirken
Hughes erhielt 1953 seinen Ph.D. an der University of Virginia. Er war zusammen mit John B. Rae, Carl W. Condit und Melvin Kranzberg verantwortlich für den Aufbau der Society for the History of Technology und er war 1985 Empfänger ihrer höchsten Auszeichnung, der Leonardo da Vinci Medal. Seit 1982 war Mitglied der American Academy of Arts and Sciences. 2003 wurde er zum Mitglied der American Philosophical Society und der National Academy of Engineering gewählt. 1990 erhielt er den John Desmond Bernal Prize der Society for Social Studies of Science.
Er trug entscheidend zu den Konzepten des Technologischen Momentums, des Technologischen Determinismus, des Großtechnischen Systems und der Social Construction of Technology bei und führte die Systemtheorie in die Technikgeschichte ein.
Sein Buch American Genesis: A Century of Invention and Technological Enthusiasm war ein Pulitzer-Preis-Finalist.

## Werke (Auswahl)
- Networks of Power: Electrification in Western Society, 1880–1930. Johns Hopkins University Press, Baltimore 1983, ISBN 0-8018-4614-5.
- Zusammen mit Wiebe E. Bijker und Trevor J. Pinch (Hrsg.): The Social Construction of Technological Systems: New Directions in the Sociology and History of Technology. M.I.T. Press, Cambridge, MA 1987.
- Zusammen mit Renate Mayntz (Hrsg.): The Development of Large Technical Systems. Campus Verlag, Frankfurt am Main; Westview Press, Boulder, CO 1988.
- American Genesis: A Century of Invention and Technological Enthusiasm, 1870–1970. Viking, New York, NY 1989. Deutsche Ausgabe: Die Erfindung Amerikas. Der technologische Aufstieg der USA seit 1870. Aus dem Englischen von Hans Jürgen Baron von Koskull. C.H. Beck, München 1991. ISBN 3-406-34923-4.
- Zusammen mit Agatha C. Hughes. Lewis Mumford: Public Intellectual. New York 1990.
- Rescuing Prometheus. 1st ed. New York: Pantheon Books, 1998.
- Human-Built World: How to Think About Technology and Culture. University of Chicago Press, Chicago, IL 2004, ISBN 0-226-35933-6